# بريمير فودز
بريمير فودز (Premier Foods plc) هي شركة تصنيع أغذية بريطانية مقرها في سانت ألبانز، هيرتفوردشاير . تمتلك المجموعة العديد من العلامات التجارية المعروفة، بما في ذلك Mr Kipling و Ambrosia و Bird's Custard و Angel Delight و Lyons و Sharwood's و Loyd Grossman Sauce و Oxo و Plantastic. تنتج الشركة أيضًا الكعك باسم Cadbury وذلك بموجب ترخيص لاستخدام العلامة التجارية. شركة بريمير فودز هي مدرجة في بورصة لندن.

## تاريخ
تأسست الشركة من قبل هاري سولومون وديفيد طومسون في لندن عام 1975 باسم هيلزداون هولدينجز.